# Еміліо Капріле
Еміліо Капріле (італ. Emilio Caprile; 20 вересня 1928, Генуя — 5 березня 2020, там само) — колишній італійський футболіст, нападник.
Насамперед відомий виступами за клуби «Ювентус» та «Леньяно», а також національну збірну Італії.
Чемпіон Італії.

## Клубна кар'єра
У дорослому футболі дебютував 1945 року виступами за команду клубу «Дженоа», в якій провів один сезон, взявши участь лише у 5 матчах чемпіонату.
Згодом з 1946 по 1954 рік грав у складі команд клубів «Сестрезе», «Леньяно», «Ювентус», «Аталанта», «Лаціо» та «Комо». Виступаючи за туринський «Ювентус» виборов титул чемпіона Італії.
1954 року знову привернув увагу представників тренерського штабу клубу «Леньяно» та повернувся до складу його команди. Цього разу відіграв за клуб з Леньяно наступні чотири сезони своєї ігрової кар'єри. Більшість часу, проведеного у складі «Леньяно», був основним гравцем атакувальної ланки команди.
Завершив професійну ігрову кар'єру у нижчоліговому клубі «Саммаргеритезе», за команду якого виступав протягом 1958—1959 років.

## Виступи за збірну
1948 року дебютував в офіційних матчах у складі національної збірної Італії. Протягом кар'єри у національній команді, яка тривала усього 3 роки, провів у формі головної команди країни лише 2 матчі, забивши 2 голи.
У складі збірної був учасником футбольного турніру на Олімпійських іграх 1948 року у Лондоні, чемпіонату світу 1950 року у Бразилії.

## Титули та досягнення
- Чемпіон Італії (1):

«Ювентус»: 1951–52